# Liste der Kulturdenkmale in Struxdorf
In der Liste der Kulturdenkmale in Struxdorf sind alle Kulturdenkmale der schleswig-holsteinischen Gemeinde Struxdorf (Kreis Schleswig-Flensburg) aufgelistet (Stand: 14. April 2025).
Die Bodendenkmale sind in der Liste der Bodendenkmale in Struxdorf aufgeführt.

## Legende
In den Spalten befinden sich folgende Informationen:
- Objekt-ID: die Nummer des Kulturdenkmales
- Lage: die Adresse des Kulturdenkmales und die geographischen Koordinaten. Kartenansicht, um Koordinaten zu setzen. In der Kartenansicht sind Kulturdenkmale ohne Koordinaten mit einem roten Marker dargestellt und können in der Karte gesetzt werden. Kulturdenkmale ohne Bild sind mit einem blauen Marker gekennzeichnet, Kulturdenkmale mit Bild mit einem grünen Marker.
- Offizielle Bezeichnung: Bezeichnung des Kulturdenkmales
- Beschreibung: die Beschreibung des Kulturdenkmales
- Bild: ein Bild des Kulturdenkmales

## Sachgesamtheiten
| Objekt-ID      | Lage                                          | Offizielle Bezeichnung   | Beschreibung | Bild                             |
| -------------- | --------------------------------------------- | ------------------------ | --- | -------------------------------- |
| 40988 Wikidata | Kirchweg (54° 37′ 52″ N, 9° 38′ 13″ O)        | Kirche St. Georg         | Aktualisierung vorgesehen - Begründung: geschichtlich, künstlerisch, städtebaulich, Kulturlandschaft prägend - Schutzumfang: Kirche St. Georg mit Ausstattung, Glockenhaus, Kirchhof, Grabmale bis 1870, Kirchhofspforten, Erdwall mit Felsteinmauer, Lindenkranz | weitere Fotos \| Fotos hochladen |
| 52254          | Mühlenstraße 18 (54° 37′ 26″ N, 9° 37′ 24″ O) | Windmühle mit Müllerhaus | Windmühle mit Müllerhaus; 1843, E.19/A.20. Jh.; Erbauer Carlsen; Galerieholländer heute ohne Flügel, Kappe und Galerie, entkernt; Wohnhaus aus vermutlich älterem eingeschossigem Putzbau mit Halbwalmdach und zweigeschossigem Putzbau um 1900 mit Satteldach und zweigeschossigem polygonalem Vorbau - Begründung: geschichtlich, technisch, Kulturlandschaft prägend - Schutzumfang: Windmühle, Müllerwohnhaus | weitere Fotos \| Fotos hochladen |

## Bauliche Anlagen
| Objekt-ID | Lage                                              | Offizielle Bezeichnung           | Beschreibung | Bild                             |
| --------- | ------------------------------------------------- | -------------------------------- | --- | -------------------------------- |
| 12667     | Ekeberger Straße 18 (54° 37′ 51″ N, 9° 37′ 20″ O) | Wohn- und Wirtschaftsgebäude     | Wohn- und Wirtschaftsgebäude; Mitte des 19. Jh.; eingeschossiger Ziegel- und Feldsteinbau mit reetgedecktem Walmdach und winkelförmig angesetztem kleinem, eingeschossigem Stallbau mit reetgedecktem Walmdach - Begründung: geschichtlich, städtebaulich, Kulturlandschaft prägend - Schutzumfang: Wohn- und Wirtschaftsgebäude, Stallbau - Denkmaltyp: Bauliche Anlage | BW                               |
| 30493     | Ekebergkrug 17 (54° 38′ 9″ N, 9° 37′ 6″ O)        | Wohnhaus                         | Wohnhaus; 1912, Dipl.-Ing. Alfred Martensen; eingeschossiger Backsteinbau in gemäßigten Formen des Heimatschutzes, Kurzwalmdach, rustizierter Mittelrisalit mit polygonalem Erker und eigenem Satteldach - Begründung: geschichtlich, Kulturlandschaft prägend - Schutzumfang: gesamtes Objekt - Denkmaltyp: Bauliche Anlage                                             | BW                               |
| 3799      | Kirchweg (54° 37′ 52″ N, 9° 38′ 13″ O)            | Kirche St. Georg mit Ausstattung | Alteintragung (Aktualisierung vorgesehen) - Begründung: geschichtlich, künstlerisch, städtebaulich - Schutzumfang: Kirche St. Georg mit Ausstattung, Glockenhaus - Denkmaltyp: Bauliche Anlage, Sachgesamtheit: Kirche St. Georg | weitere Fotos \| Fotos hochladen |

## Gründenkmale
| Objekt-ID | Lage                                   | Offizielle Bezeichnung | Beschreibung | Bild            |
| --------- | -------------------------------------- | ---------------------- | --- | --------------- |
| 26378     | Kirchweg (54° 37′ 52″ N, 9° 38′ 13″ O) | Kirchhof               | Alteintragung (Aktualisierung vorgesehen) - Begründung: geschichtlich, Kulturlandschaft prägend - Schutzumfang: Kirchhof, Grabmale bis 1870, Kirchhofspforten, Erdwall mit Felsteinmauer, Lindenkranz - Denkmaltyp: Gründenkmal, Sachgesamtheit: Kirche St. Georg | Fotos hochladen |

## Quelle
- Liste der Kulturdenkmale in Schleswig-Holstein – Kreis Schleswig-Flensburg

- Karte mit allen Koordinaten:
- OSM |
- WikiMap